# Tour de radiotélévision de Pyongyang
La tour de radiotélévision de Pyongyang (en coréen : 평양TV타워) est une tour autoportante émettrice de signaux de radio et de télévision située à Pyongyang, la capitale de la Corée du Nord.

## Histoire
La construction de la tour de radiotélévision de Pyongyang s'est achevée en avril 1967, date à laquelle la télévision en couleur est introduite en Corée du Nord. Le seul émetteur officiel de programmes télévisés du pays est la Télévision Centrale Coréenne.

## Situation et description
La tour est située dans le parc de Kaeson (en), dans l'arrondissement de Moranbong-guyŏk, au nord du stade Kim Il-sung. Construite en béton et en acier, la tour a une hauteur totale de 150 mètres. Son pied a la forme d'un tronc conique et comporte deux lignes de hublots, ce qui est semblable à celui de la tour Ostankino de Moscou. Il y a des antennes de diffusion ainsi que du matériel technique dans des plateformes circulaires situées à des hauteurs de 34,5, 65, 67,5 et 85 mètres. D'une hauteur allant de 94 à 101 mètres se trouve une plateforme d'observation circulaire en trois parties, qui comporte un restaurant tournant,,. Au sommet de la tour se trouve un mât d'une hauteur d'environ 50 mètres équipé d'antennes dipolaires permettant la diffusion des programmes de télévision.

## Diffusion

### Radio analogique
| Fréquence (in MHz) | Programme             | RDS PS | RDS PI | Régionalisation | Puissance apparente rayonnée (in kW) | Diagramme de rayonnement rond (ND)/orienté (D) | Polarisation (de) horizontale (H)/verticale (V) |
| ------------------ | --------------------- | ------ | ------ | --------------- | ------------------------------------ | ---------------------------------------------- | ----------------------------------------------- |
| 105,2              | Pyongyang FM Pangsong | –      | -      | -               | 20                                   |                                                |                                                 |

### Télévision analogique
| Chaîne | Fréquence (MHz) | Programme                    | Puissance apparente rayonnée (kW) | Diagramme de rayonnement rond (ND)/orienté (D) | Polarisation (de) horizontale (H)/verticale (V) |
| ------ | --------------- | ---------------------------- | --------------------------------- | ---------------------------------------------- | ----------------------------------------------- |
| 5      | 93,25           | Mansudae TV                  | 350                               |                                                |                                                 |
| 9      | 199,25          | Ryongnamsan Télévision       | 140                               |                                                |                                                 |
| 12     | 223,25          | Télévision Centrale Coréenne | 700                               |                                                |                                                 |